# Municipio de Lowe (Dakota del Sur)
El municipio de Lowe (en inglés: Lowe Township) es un municipio ubicado en el condado de Deuel en el estado estadounidense de Dakota del Sur. En el año 2010 tenía una población de 97 habitantes y una densidad poblacional de 1,05 personas por km².

## Geografía
El municipio de Lowe se encuentra ubicado en las coordenadas 44°56′19″N 96°33′53″O / 44.93861, -96.56472. Según la Oficina del Censo de los Estados Unidos, el municipio tiene una superficie total de 92.73 km², de la cual 92,54 km² corresponden a tierra firme y (0,21 %) 0,19 km² es agua.

## Demografía
Según el censo de 2010, había 97 personas residiendo en el municipio de Lowe. La densidad de población era de 1,05 hab./km². De los 97 habitantes, el municipio de Lowe estaba compuesto por el 100 % blancos. Del total de la población el 3,09 % eran hispanos o latinos de cualquier raza.